# Lituanie au Concours Eurovision de la chanson 2014
La Lituanie a participé au Concours Eurovision de la chanson 2014 à Copenhague, au Danemark.
Vilija Matačiūnaitė, représentant la Lituanie au Concours Eurovision de la chanson, est annoncé le 1er mars 2014, à la suite de sa victoire lors de la finale nationale Eurovizijos.
Sa chanson est Attention.

## Processus de sélection
La Lituanie a annoncé sa participation au concours le 2 octobre 2013.
Comme tous les ans, c'est par le biais de l'Eurovizijos que seront choisis l'interprète et la chanson qui représenteront la Lituanie au Concours Eurovision de la chanson.

### Format
Les chansons en compétitions sont indépendantes de l'interprète.
Les vingt artistes furent révélés lors d'un concert-jubilé. Ceux-ci s'affronteront ensuite chaque semaine en effectuant des reprises de plusieurs chansons du 21 décembre 2013 au 11 janvier 2014. Dix des vingt artistes seront éliminés après la deuxième et la troisième soirée (le 21 et le 28 décembre 2013), après laquelle un seul artiste sera éliminé dans les semaines suivantes par soirée. Le 18 janvier 2014, les huit finalistes chanteront deux chansons : 16 chansons au total. Du 18 janvier au 1er février 2014, un artiste et deux chansons seront éliminés par soirée.
Le 8 février 2014, les cinq artistes restants chanteront les dix chansons qui restantes. Un artiste sera éliminé et la chanson gagnante sera sélectionnée. Le 15 février 2014, les quatre artistes restants seront en compétition en chantant la chanson gagnante et le couple qui reçoit le plus de votes d'une combinaison de jury et le vote du public sera déclaré le représentant de la Lituanie à Copenhague.

#### Calendrier
| Date             | Manche                         |
| ---------------- | ------------------------------ |
| 14 décembre 2013 | Concert-jubilé                 |
| 21 décembre 2013 | Première manche qualificative  |
| 28 décembre 2013 | Deuxième manche qualificative  |
| 4 janvier 2014   | Troisième manche qualificative |
| 11 janvier 2014  | Quatrième manche qualificative |
| 18 janvier 2014  | Cinquième manche qualificative |
| 25 janvier 2014  | Sixième manche qualificative   |
| 1er février 2014 | Septième manche qualificative  |
| 15 février 2014  | Huitième manche qualificative  |
| 23 février 2014  | Finale (chanson)               |
| 1er mars 2014    | Finale (artiste)               |

#### Système de vote
Au cours de toutes les émissions, un jury de quatre membres lituaniens fournira les informations et les scores aux artistes en compétition. Le panel lituaniens ne peut attribuer un score de 1 à 10 à chaque artiste, donc, les quatre membres doivent parvenir à un consensus. Les scores du panel lituaniens seront ajoutés aux points de trois experts de l'industrie musical étrangère venant de l'Allemagne, la Russie et la Suède . Les experts étrangers, cependant, chacun classera les concurrents et attribuera des points dans un ordre décroissant avec le score le plus élevé pour leur favori et le score le plus bas pour celui qu'ils ont le moins aimé. Tous les points du jurys représenteront 50 % du résultat de chaque spectacle, tandis que l'autre 50 % sera déterminé par un vote téléphonique public.
Le jury étranger est composé de : 
- Brandon Stone, producteur de musique et compositeur allemand
- Valerij Prosvirov, directeur de label et producteur russe
- Liselott Björk, coach vocal et chanteuse suédoise

LRT a lancé une plate-forme de vote par Internet le 11 janvier 2014 sur laquelle les seize chansons sélectionnées pour la compétition peuvent être écoutés et sur laquelle l'on peut voter pour celle que l'on préfère.

### Première manche qualificative
| #  | Artiste                | Chanson                  | Artiste d'origine  | Jury Lituanien | Brandon Stone | Valerij Prosvirov | Liselott Björk | Total | Televote | Place | Résultat      |
| -- | ---------------------- | ------------------------ | ------------------ | -------------- | ------------- | ----------------- | -------------- | ----- | -------- | ----- | ------------- |
| 1  | Aistė Pilvelytė        | Euphoria                 | Loreen             | 9              | 2             | 10                | 2              | 23    | 541      | 3     | Qualification |
| 2  | Aleksandra Metalnikova | Wild Dances              | Ruslana            | 6              | 4             | 3                 | 8              | 21    | 110      | 9     | Elimination   |
| 3  | Vaidas Baumila         | L'essenziale             | Marco Mengoni      | 10             | 10            | 8                 | 9              | 37    | 436      | 2     | Qualification |
| 4  | Julija Jegorova        | Shady Lady               | Ani Lorak          | 9              | 7             | 1                 | 10             | 27    | 120      | 6     | Elimination   |
| 5  | Vilija Matačiūnaitė    | HaSheket SheNish'ar      | Shiri Maimon       | 10             | 6             | 9                 | 4              | 29    | 747      | 1     | Qualification |
| 6  | Jurijus Veklenko       | Standing Still           | Roman Lob          | 8              | 8             | 6                 | 7              | 29    | 99       | 7     | Elimination   |
| 7  | Justinas Lapatinskas   | New Tomorrow             | A Friend In London | 10             | 1             | 7                 | 5              | 23    | 294      | 5     | Qualification |
| 8  | Sasha Son              | Ne partez pas sans moi   | Céline Dion        | 5              | 9             | 4                 | 3              | 21    | 231      | 8     | Elimination   |
| 9  | Juozas Butnorius       | Fly on the Wings of Love | Olsen Brothers     | 8              | 5             | 5                 | 1              | 19    | 94       | 10    | Elimination   |
| 10 | VIG Roses              | Cool Vibes               | Vanilla Ninja      | 8              | 3             | 2                 | 6              | 19    | 577      | 4     | Qualification |

### Deuxième manche qualificative
|    | Artiste                | Chanson          | Artiste d'origine         | Jury Lituanien | Brandon Stone | Valerij Prosvirov | Liselott Björk | Total Jury | Televote | Place | Résultat      |
| -- | ---------------------- | ---------------- | ------------------------- | -------------- | ------------- | ----------------- | -------------- | ---------- | -------- | ----- | ------------- |
| 1  | Pop Ladies             | Molitva          | Marija Šerifović          | 10             | 7             | 8                 | 2              | 27         | 450      | 6     | Elimination   |
| 2  | Monika Linkytė         | Gravity          | Zlata Ognevich            | 9              | 10            | 5                 | 10             | 34         | 234      | 3     | Qualification |
| 3  | Soliaris               | It's My Time     | Jade Ewen                 | 7              | 9             | 3                 | 7              | 26         | 312      | 8     | Elimination   |
| 4  | Neringa Šiaudikytė     | Believe          | Dima Bilan                | 8              | 8             | 4                 | 4              | 24         | 64       | 9     | Elimination   |
| 5  | Ieva Zasimauskaitė     | Satellite        | Lena Meyer-Landrut        | 9              | 3             | 6                 | 9              | 27         | 501      | 4     | Qualification |
| 6  | Martynas Kavaliauskas  | All Night Long   | Simon Mathew              | 10             | 6             | 10                | 3              | 29         | 520      | 2     | Qualification |
| 7  | Gintė Sičiūnaitė       | Is It True?      | Jóhanna Guðrún Jónsdóttir | 9              | 4             | 9                 | 6              | 28         | 281      | 7     | Elimination   |
| 8  | Tadas Vilčinskas       | Never Let You Go | Dima Bilan                | 6              | 1             | 2                 | 1              | 10         | 117      | 10    | Elimination   |
| 9  | Mia                    | Only Teardrops   | Emmelie de Forest         | 10             | 2             | 7                 | 8              | 27         | 1153     | 1     | Qualification |
| 10 | Kristina Radžiukynaitė | Everything       | Anna Vissi                | 8              | 5             | 1                 | 5              | 19         | 580      | 5     | Qualification |

### Troisième manche qualificative
|    | Artiste                | Chanson                   | Artiste d'origine              | Jury Lituanien | Brandon Stone | Valerij Prosvirov | Liselott Björk | Total Jury | Televote | Place | Résultat      |
| -- | ---------------------- | ------------------------- | ------------------------------ | -------------- | ------------- | ----------------- | -------------- | ---------- | -------- | ----- | ------------- |
| 1  | Vilija Matačiūnaitė    | Lyja                      | Electronic I & Sel             | 9              | 5             | 4                 | 4              | 22         | 634      | 6     | Qualification |
| 2  | Justinas Lapatinskas   | Ar mylit ją jūs?          | Marijonas Mikutavičius         | 8              | 4             | 6                 | 5              | 23         | 259      | 9     | Qualification |
| 3  | Monika Linkytė         | Pavakarys                 | Alvydas Lukoševičius           | 10             | 10            | 2                 | 7              | 29         | 675      | 3     | Qualification |
| 4  | Kristina Radžiukynaitė | Aš žiūriu į tave, pasauli | Sel                            | 8              | 3             | 1                 | 9              | 21         | 489      | 8     | Qualification |
| 5  | Aistė Pilvelytė        | Užgimimas                 | Povilas Meškėla & Rojaus Tūzai | 9              | 2             | 5                 | 2              | 18         | 475      | 10    | Elimination   |
| 6  | Martynas Kavaliauskas  | Gyvenam kartą             | Mantas Jankavičius             | 6              | 1             | 8                 | 1              | 16         | 1477     | 5     | Qualification |
| 7  | Ieva Zasimauskaitė     | Jurgos klejonės           | Velnio nuotaka                 | 7              | 8             | 7                 | 10             | 32         | 513      | 4     | Qualification |
| 8  | Vaidas Baumila         | Meilę skolingas tau       | Stasys Povilaitis              | 10             | 9             | 10                | 8              | 37         | 620      | 1     | Qualification |
| 9  | Mia                    | Saulė                     | Pikaso                         | 8              | 7             | 3                 | 6              | 24         | 1009     | 2     | Qualification |
| 10 | VIG Roses              | Nakty                     | Kastytis Kerbedis              | 10             | 6             | 9                 | 3              | 28         | 464      | 7     | Qualification |

### Quatrième manche qualificative
| # | Artiste                | Chanson                               | Artiste d'origine           | Jury Lituanien | Brandon Stone | Valerij Prosvirov | Liselott Björk | Total Jury | Televote | Place | Résultat      |
| - | ---------------------- | ------------------------------------- | --------------------------- | -------------- | ------------- | ----------------- | -------------- | ---------- | -------- | ----- | ------------- |
| 1 | Vaidas Baumila         | Saturday Night's Alright for Fighting | Elton John                  | 9              | 2             | 3                 | 9              | 23         | 697      | 7     | Qualification |
| 2 | Mia                    | Broken-Hearted Girl                   | Beyoncé Knowles             | 9              | 6             | 1                 | 3              | 19         | 817      | 4     | Qualification |
| 3 | VIG Roses              | Free Your Mind                        | En Vogue                    | 8              | 7             | 4                 | 6              | 25         | 614      | 6     | Qualification |
| 4 | Martynas Kavaliauskas  | Let Her Go                            | Passenger                   | 10             | 4             | 7                 | 4              | 25         | 902      | 1     | Qualification |
| 5 | Vilija Matačiūnaitė    | Spectrum (Say My Name)                | Florence and the Machine    | 10             | 3             | 6                 | 1              | 20         | 788      | 5     | Qualification |
| 6 | Justinas Lapatinskas   | We Found Love                         | Rihanna feat. Calvin Harris | 9              | 5             | 8                 | 2              | 24         | 491      | 8     | Qualification |
| 7 | Ieva Zasimauskaitė     | Dear Mr. President                    | P!nk feat. Indigo Girls     | 8              | 8             | 9                 | 7              | 32         | 607      | 3     | Qualification |
| 8 | Monika Linkytė         | Radioactive                           | Imagine Dragons             | 10             | 9             | 5                 | 5              | 29         | 756      | 2     | Qualification |
| 9 | Kristina Radžiukynaitė | Wings                                 | Little Mix                  | 8              | 1             | 2                 | 8              | 19         | 604      | 9     | Elimination   |

### Cinquième manche qualificative
| Artistes | Artistes              | Artistes              | Artistes                       | Artistes       | Artistes | Artistes     | Artistes | Artistes | Artistes | Artistes | Artistes      |
|          | Artiste               | Chanson               | Traduction                     | Jury lituanien | B. Stone | V. Prosvirov | L. Björk | Total    | Télévote | Place    | Résultats     |
| -------- | --------------------- | --------------------- | ------------------------------ | -------------- | -------- | ------------ | -------- | -------- | -------- | -------- | ------------- |
| 1        | Mia                   | Take a look at me now | Maintenant pose un œil sur moi | 4              | 4        | 1            | 4        | 13       | 854      | 2        | Qualification |
| 2        | Vilija Matačiūnaitė   | Attention             | -                              | 8              | 8        | 4            | 5        | 25       | 1114     | 1        | Qualification |
| 3        | Martynas Kavaliauskas | It's Not Too Late     | Ce n'est pas trop tard         | 2              | 2        | 7            | 3        | 14       | 708      | 7        | Qualification |
| 4        | Ieva Zasimauskaitė    | One                   | Un                             | 6              | 5        | 8            | 6        | 25       | 658      | 3        | Qualification |
| 5        | Vaidas Baumila        | Dying                 | Mourant                        | 5              | 6        | 6            | 7        | 24       | 788      | 4        | Qualification |
| 6        | Monika Linkytė        | Breakaway             | Echapée                        | 7              | 7        | 2            | 8        | 24       | 729      | 5        | Qualification |
| 7        | Justinas Lapatinskas  | Last Date             | Dernier rendez-vous            | 3              | 1        | 3            | 1        | 8        | 221      | 8        | Elimination   |
| 8        | VIG Roses             | In The Rain           | Dans la pluie                  | 1              | 3        | 5            | 2        | 11       | 837      | 6        | Qualification |

### Sixième manche qualificative
| Artistes | Artistes              | Artistes                      | Artistes                        | Artistes       | Artistes | Artistes     | Artistes | Artistes | Artistes | Artistes | Artistes      |
|          | Artiste               | Chanson                       | Traduction                      | Jury lituanien | B. Stone | V. Prosvirov | L. Björk | Total    | Télévote | Place    | Résultats     |
| -------- | --------------------- | ----------------------------- | ------------------------------- | -------------- | -------- | ------------ | -------- | -------- | -------- | -------- | ------------- |
| 1        | Vaidas Baumila        | Worlds Apart                  | Worlds Apart                    | 6              | 5        | 7            | 5        | 23       | 994      | 4        | Qualification |
| 2        | Monika Linkytė        | It's all about a boy          | Tout est à propos d'un garçon   | 7              | 7        | 5            | 7        | 26       | 1017     | 2        | Qualification |
| 3        | Vilija Matačiūnaitė   | You found me                  | Tu m'a trouvé                   | 3              | 6        | 3            | 1        | 13       | 1085     | 5        | Qualification |
| 4        | Martynas Kavaliauskas | New beginning                 | Renouveau                       | 1              | 1        | 4            | 2        | 8        | 1211     | 3        | Qualification |
| 5        | VIG Roses             | Silent tears                  | Larmes silencieuses             | 2              | 3        | 1            | 3        | 9        | 987      | 7        | Elimination   |
| 6        | Mia                   | Let's share that love tonight | Partageons cet amour ce soir    | 4              | 4        | 2            | 4        | 14       | 1051     | 6        | Qualification |
| 7        | Ieva Zasimauskaitė    | Blowig out cobwebs            | Nettoyer les toiles d'araignées | 5              | 2        | 6            | 6        | 19       | 1090     | 1        | Qualification |

### Septième manche qualificative
| Artistes | Artistes              | Artistes                      | Artistes                        | Artistes                      | Artistes                       | Artistes       | Artistes | Artistes     | Artistes | Artistes | Artistes |       |               |
|          | Artiste               | Première chanson              | Traduction                      | Deuxième chanson              | Traduction                     | Jury lituanien | B. Stone | V. Prosvirov | L. Björk | Total    | Télévote | Place | Résultats     |
| -------- | --------------------- | ----------------------------- | ------------------------------- | ----------------------------- | ------------------------------ | -------------- | -------- | ------------ | -------- | -------- | -------- | ----- | ------------- |
| 1        | Ieva Zasimauskaitė    | You found me                  | Tu m'as trouvé                  | It's all about a boy          | Tout est à propos d'un garçon  | 1              | 1        | 4            | 1        | 23       | 968      | 6     | Elimination   |
| 2        | Mia                   | Blowing out cobwebs           | Nettoyer les toiles d'araignées | Attention                     | -                              | 3              | 2        | 1            | 2        | 26       | 1234     | 2     | Qualification |
| 3        | Vaidas Baumila        | It's not too late             | Ce n'est pas trop tard          | Last date                     | Dernier rendez-vous            | 6              | 4        | 5            | 4        | 30       | 1090     | 4     | Qualification |
| 4        | Monika Linkytė        | Worlds apart                  | -                               | Take a look at me now         | Pose un œil sur moi maintenant | 4              | 6        | 2            | 5        | 32       | 1194     | 1     | Qualification |
| 5        | Martynas Kavaliauskas | Breakaway                     | Echappée                        | Dying                         | Mourant                        | 5              | 5        | 3            | 6        | 33       | 1064     | 3     | Qualification |
| 6        | Vilija Matačiūnaitė   | Is this the way (You want me) | Est-ce ainsi (que tu me veux)   | Let's share that love tonight | Partageons cet amour ce soir   | 2              | 3        | 6            | 3        | 24       | 1177     | 5     | Qualification |

### Huitième manche qualificative (8 février 2014)
| Draw | Artist                | First Song            | Second Song                     | Lithuanian Jury | Lithuanian Jury | B. Stone | B. Stone | V. Prosvirov | V. Prosvirov | L. Björk | L. Björk | Jury Total | Televote | Place | Result     |
| ---- | --------------------- | --------------------- | ------------------------------- | --------------- | --------------- | -------- | -------- | ------------ | ------------ | -------- | -------- | ---------- | -------- | ----- | ---------- |
| 1    | Mia                   | "It's Not Too Late"   | "It's All About A Boy"          | 4               | 2               | 2        | 4        | 2            | 1            | 2        | 4        | 21         | 1,355    | 2     | Advanced   |
| 2    | Martynas Kavaliauskas | "Worlds Apart"        | "Take A Look At Me Now"         | 2               | 1               | 3        | 2        | 1            | 2            | 3        | 1        | 15         | 655      | 5     | Eliminated |
| 3    | Vilija Matačiūnaitė   | "Blowing Out Cobwebs" | "Dying"                         | 5               | 4               | 1        | 5        | 3            | 5            | 1        | 2        | 26         | 1,302    | 1     | Advanced   |
| 4    | Vaidas Baumila        | "Attention"           | "Is This The Way (You Want Me)" | 1               | 3               | 4        | 1        | 5            | 4            | 4        | 3        | 25         | 1,113    | 4     | Advanced   |
| 5    | Monika Linkytė        | "You Found Me"        | "Let's Share That Love Tonight" | 3               | 5               | 5        | 3        | 4            | 3            | 5        | 5        | 33         | 1,079    | 3     | Advanced   |

| Song                            | Internet Vote | Internet Vote | Jury | Total | Place | Result     |
| ------------------------------- | ------------- | ------------- | ---- | ----- | ----- | ---------- |
| "Attention"                     | 1,961         | 10            | 10   | 20    | 1     | Advanced   |
| "Blowing Out Cobwebs"           | 1,412         | 8             | 9    | 17    | 2     | Advanced   |
| "Dying"                         | 448           | 6             | 8    | 14    | 3     | Advanced   |
| "Is This The Way (You Want Me)" | 406           | 4             | 1    | 5     | 10    | Eliminated |
| "It's All About A Boy"          | 418           | 5             | 2    | 7     | 7     | Advanced   |
| "It's Not Too Late"             | 326           | 1             | 6    | 7     | 7     | Advanced   |
| "Let's Share That Love Tonight" | 401           | 2             | 7    | 9     | 6     | Advanced   |
| "Take A Look At Me Now"         | 506           | 7             | 4    | 11    | 5     | Advanced   |
| "Worlds Apart"                  | 1,904         | 9             | 5    | 14    | 3     | Advanced   |
| "You Found Me"                  | 404           | 3             | 3    | 6     | 9     | Eliminated |

### Neuvième manche qualificative(15 février 2014)
| Draw | Artist              | First Song                      | Second Song             | Lithuanian Jury | Lithuanian Jury | B. Stone | B. Stone | V. Prosvirov | V. Prosvirov | L. Björk | L. Björk | Jury Total | Televote | Place | Result     |
| ---- | ------------------- | ------------------------------- | ----------------------- | --------------- | --------------- | -------- | -------- | ------------ | ------------ | -------- | -------- | ---------- | -------- | ----- | ---------- |
| 1    | Vilija Matačiūnaitė | "Worlds Apart"                  | "It's All About A Boy"  | 1               | 3               | 1        | 2        | 2            | 3            | 1        | 1        | 14         | 2,137    | 3     | Advanced   |
| 2    | Vaidas Baumila      | "Dying"                         | "It's Not Too Late"     | 3               | 1               | 3        | 3        | 4            | 4            | 4        | 2        | 24         | 1,446    | 2     | Advanced   |
| 3    | Monika Linkytė      | "Attention"                     | "Blowing Out Cobwebs"   | 2               | 2               | 4        | 1        | 3            | 1            | 3        | 3        | 19         | 1,790    | 4     | Eliminated |
| 4    | Mia                 | "Let's Share That Love Tonight" | "Take A Look At Me Now" | 4               | 4               | 2        | 4        | 1            | 2            | 2        | 4        | 23         | 2,583    | 1     | Advanced   |

| Song                            | Internet Vote | Internet Vote | Jury | Total | Place | Result     |
| ------------------------------- | ------------- | ------------- | ---- | ----- | ----- | ---------- |
| "Attention"                     | 1,312         | 8             | 6    | 14    | 1     | Advanced   |
| "Blowing Out Cobwebs"           | 628           | 5             | 3    | 8     | 5     | Eliminated |
| "Dying"                         | 492           | 4             | 4    | 8     | 5     | Eliminated |
| "It's All About A Boy"          | 290           | 2             | 8    | 10    | 3     | Advanced   |
| "It's Not Too Late"             | 413           | 3             | 5    | 8     | 5     | Eliminated |
| "Let's Share That Love Tonight" | 274           | 1             | 1    | 2     | 8     | Eliminated |
| "Take A Look At Me Now"         | 1,117         | 6             | 7    | 13    | 2     | Advanced   |
| "Worlds Apart"                  | 1,238         | 7             | 2    | 9     | 4     | Eliminated |

#### Demi-finale (23 février 2014)
| Draw | Song                    | Lithuanian Jury | B. Stone | V. Prosvirov | L. Björk | Jury Total | Televote | Place | Result     |
| ---- | ----------------------- | --------------- | -------- | ------------ | -------- | ---------- | -------- | ----- | ---------- |
| 1    | "Attention"             | 2               | 2        | 3            | 1        | 8          | 2,732    | 1     | Winner     |
| 2    | "Take A Look At Me Now" | 3               | 3        | 2            | 3        | 11         | 2,484    | 2     | Eliminated |
| 3    | "It's All About A Boy"  | 1               | 1        | 1            | 2        | 5          | 205      | 3     | Eliminated |

#### Finale (1ermars 2014)
| Draw | Artist              | Song        | S. Stonytė | L. Lučiūnas | B. Stone | V. Prosvirov | L. Björk | Jury Total | Televote | Place | Result     |
| ---- | ------------------- | ----------- | ---------- | ----------- | -------- | ------------ | -------- | ---------- | -------- | ----- | ---------- |
| 1    | Mia                 | "Attention" | 2          | 2           | 3        | 3            | 2        | 12         | 7,506    | 2     | Eliminated |
| 2    | Vaidas Baumila      | "Attention" | 1          | 1           | 1        | 1            | 1        | 5          | 962      | 3     | Eliminated |
| 3    | Vilija Matačiūnaitė | "Attention" | 3          | 3           | 2        | 2            | 3        | 13         | 9,596    | 1     | Winner     |

## À l'Eurovision
La Lituanie participa à la deuxième demi-finale, le 8 mai 2014 mais ne se qualifia pas pour la finale.